# Cheiradenia cuspidata
Cheiradenia es un género monotípico de orquídeas epifitas . Tiene una única especie: Cheiradenia cuspidata Lindl.. Es originaria de la selva Amazónica.

## Descripción
Son las plantas con rizoma corto, que se asemeja  vegetativamente a las especies más pequeñas del género Cyclopogon, con pseudotallo formado por los pequeños tendones de las hojas dísticas membranosas, de base imbricada, lisas o ligeramente acanaladas. La inflorescencia es en forma de racimos, erguidos y más largas que las hojas, con raquis muy corto, y con  gran número de brácteas que forman una especie de espiga, de la que emergen unas pequeñas flores  que apenas destacan.
Los sépalos y pétalos son planos y tienen la misma longitud, el labio es algo unguiculado, articulado al pie de la columna. La columna es corta y gruesa con terminal de anteras y con dos de polinias. 

## Distribución y hábitat
Se compone el género de sólo una especie epífita de tamaño pequeño, de crecimiento caespitoso, que habita en el bosque cálido y húmedo del norte tropical de la Selva Amazónica. Se distribuye por  la Guayana Francesa, Surinam, Guyana, Venezuela y Brasil donde se encuentra  en los troncos de árboles cubiertos de musgo húmedo y en los lugares con humus en las selvas tropicales en alturas de 200 a 700 metros.

## Evolución, filogenia y taxonomía
Fue propuesta por John Lindley, en Folia Orchidacea. Cheiradenia 4,  en 1853. La especie tipo es Cheiradenia cuspidata  Lindley.
Etimología
El nombre del género proviene de dos nombres griegos, de chira, la mano y adenos,  glándula, en referencia a la similitud de los callos o engrosamiento de los labios de su flor, que terminan en lo que parecen dedos.
cuspidata: epíteto latíno que significa "con aguijón rígido"
Sinónimos
- Cheiradenia imthurnii Cogn. in C.F.P.von Martius & auct. suc. (eds.), Fl. Bras. 3(6): 481 (1906).[1]